# Joseph Võ Đức Minh
Joseph Võ Đức Minh (Mỹ Đức, 10 settembre 1944) è un vescovo cattolico vietnamita, dal 23 luglio 2022 vescovo emerito di Nha Trang.

## Biografia
Joseph Võ Đức Minh è nato il 10 settembre 1944 a Mỹ Đức, comune nel distretto di Lệ Thủy della provincia di Quang Binh. È entrato nel seminario minore di Saigon nel 1956 e successivamente ha frequentato il seminario maggiore di San Giuseppe di Saigon per un anno per poi essere inviato a studiare a Friburgo, in Svizzera, dove ha terminato la sua formazione sacerdotale ottenendo la licenza in teologia nel 1971.
È stato ordinato presbitero il 24 aprile 1971, sempre a Friburgo, dal vescovo di Ðà Lat Simon Hòa Nguyễn Văn Hiền. Subito dopo la sua ordinazione, è stato inviato a Roma presso il Pontificio Istituto Biblico dove ha conseguito la licenza in Sacre Scritture nel 1974. Tornato in Vietnam, è stato professore Sacre Scritture per i seminari maggiori di Hô Chí Minh, di Ðà Lat e di Nha Trang nonché segretario del vescovo Barthélemy Nguyễn Sơn Lâm. Negli anni ha inoltre tenuto corsi biblici in varie comunità ed è stato parroco della cattedrale di Da Lat nonché vicario generale di Ðà Lat.

### Ministero episcopale
L'8 novembre 2005 papa Benedetto XVI lo ha nominato vescovo coadiutore di Nha Trang. Ha ricevuto l'ordinazione episcopale il 15 dicembre 2005 per imposizione delle mani del vescovo Paul Nguyễn Văn Hòa. 
Il 4 dicembre 2009 è succeduto nel governo della diocesi.
Per la Conferenza episcopale del Vietnam ha ricoperto il ruolo di vice segretario generale dal 2007 al 2010 e poi presidente della Commissione biblica dal 2007 al 2019.
Ha guidato la sua diocesi per 17 anni, quando si è ritirato per raggiunti e superati limiti d'età il 23 luglio 2022.

## Genealogia episcopale
La genealogia episcopale è:
- Cardinale Scipione Rebiba
- Cardinale Giulio Antonio Santori
- Cardinale Girolamo Bernerio, O.P.
- Arcivescovo Galeazzo Sanvitale
- Cardinale Ludovico Ludovisi
- Cardinale Luigi Caetani
- Cardinale Ulderico Carpegna
- Cardinale Paluzzo Paluzzi Altieri degli Albertoni
- Papa Benedetto XIII
- Papa Benedetto XIV
- Papa Clemente XIII
- Cardinale Marcantonio Colonna
- Cardinale Giacinto Sigismondo Gerdil, B.
- Cardinale Giulio Maria della Somaglia
- Cardinale Carlo Odescalchi, S.I.
- Cardinale Costantino Patrizi Naro
- Cardinale Lucido Maria Parocchi
- Papa Pio X
- Papa Benedetto XV
- Papa Pio XII
- Cardinale Eugène Tisserant
- Papa Paolo VI
- Arcivescovo Angelo Palmas
- Vescovo Pierre Nguyễn Huy Mai
- Vescovo Paul Nguyễn Văn Hòa
- Vescovo Joseph Võ Đức Minh